# Залізнична аварія в Греції (2023)
39°50′54″ пн. ш. 22°31′00″ сх. д. / 39.848469° пн. ш. 22.516643° сх. д.
Залізнична аварія в Греції 2023 року — лобове зіткнення пасажирського та вантажного поїздів на виході з тунелю біля міста Лариса на півночі Греції у ніч проти 1 березня 2023 року. Ця аварія поїздів — найбільша в історії Греції.

## Перебіг події
Проти ночі на 1 березня 2023 року в області Фесалія на півночі Греції відбулося зіткнення поїздів. Один поїзд прямував із Афін до міста Салоніки, а інший — із Салонік до Лариси. Декілька вагонів зійшли з рейок і спалахнули. Спочатку повідомлялося про 16 загиблих та 85 постраждалих. Більшість жертв — студенти, які їхали зі святкування карнавалу. Пізніше повідомлено про щонайменше 57 осіб загиблих і понад 70 госпіталізованих.
Прем'єр-міністр Греції Кіріакос Міцотакіс оголосив про створення незалежної комісії експертів, покликаної розслідувати причини трагедії, а міністр транспорту та інфраструктури Константінос Караманліс і керівництво Hellenic Railways Organization та її проєктної філії Ergose подали у відставку. На думку Міцотакіса, все вказує на те, що причиною катастрофи стала людська помилка. Начальникові місцевої станції висунуто звинувачення в ненавмисному вбивстві. Грецький прем'єр також зазначив, що держава надасть підтримку родинам жертв..
Станом на ранок 3 березня 2023 року за уточненими даними стало відомо про 57 загиблих та 48 осіб госпіталізованих постраждалих, шестеро серед яких перебували у відділенні інтенсивної терапії.